# Олдензейл
Олдензейл (нід. Oldenzijl) — село в нідерландській провінції Гронінген. Входить до муніципалітету Гет-Гогеланд.
Його площа становить 0,18км², а населення станом на 2021 рік складало 60 осіб.

## Галерея

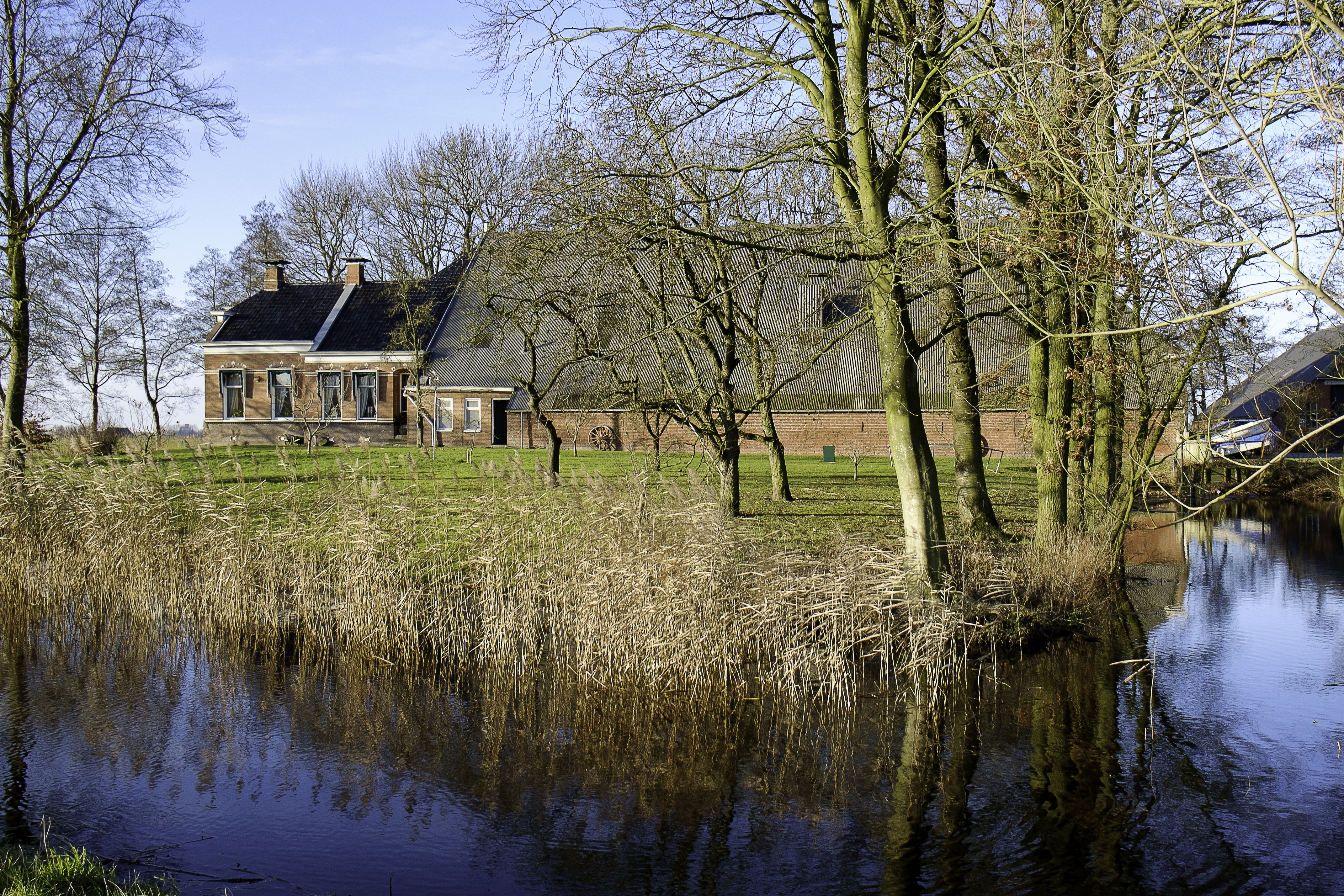
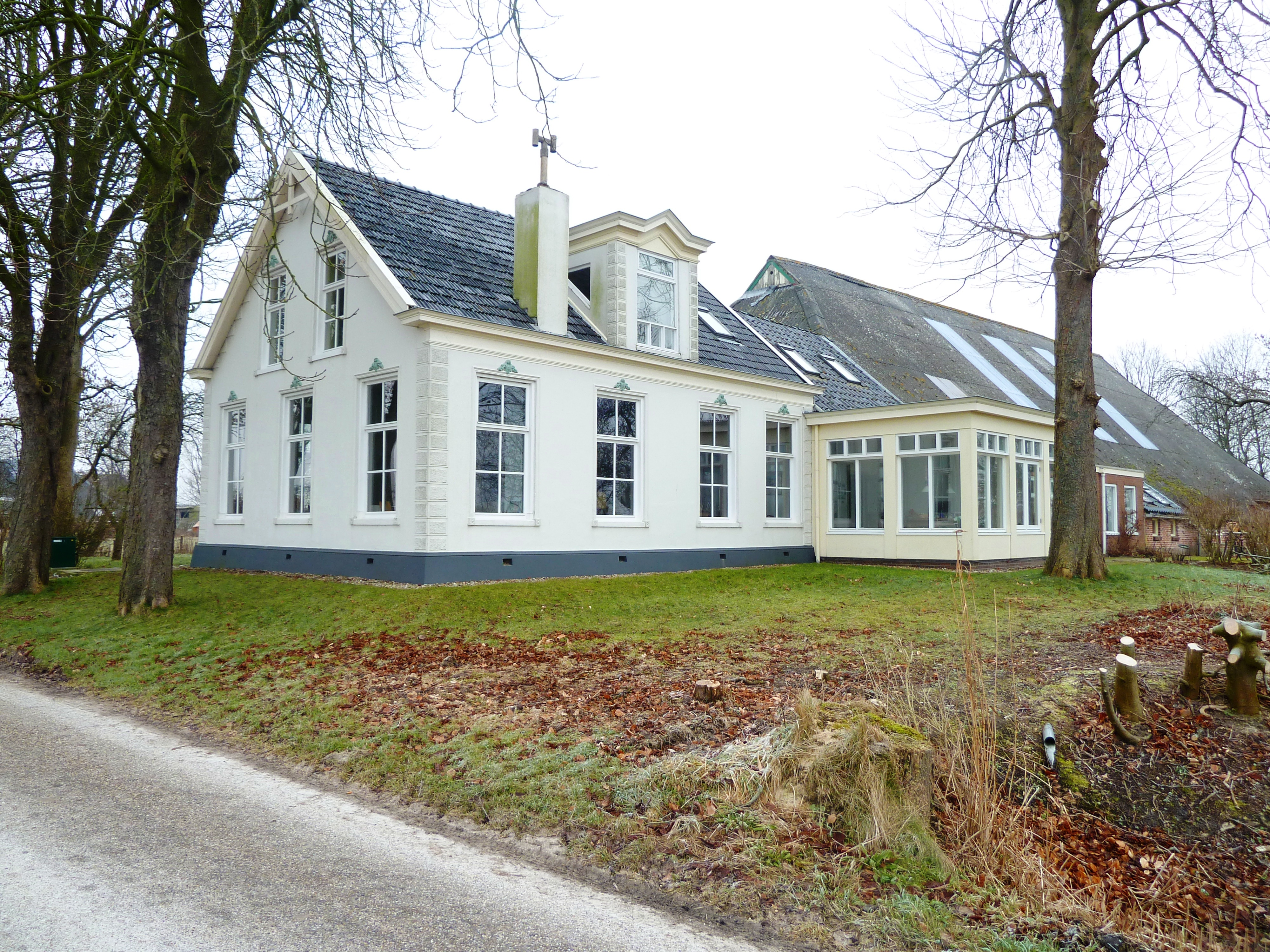
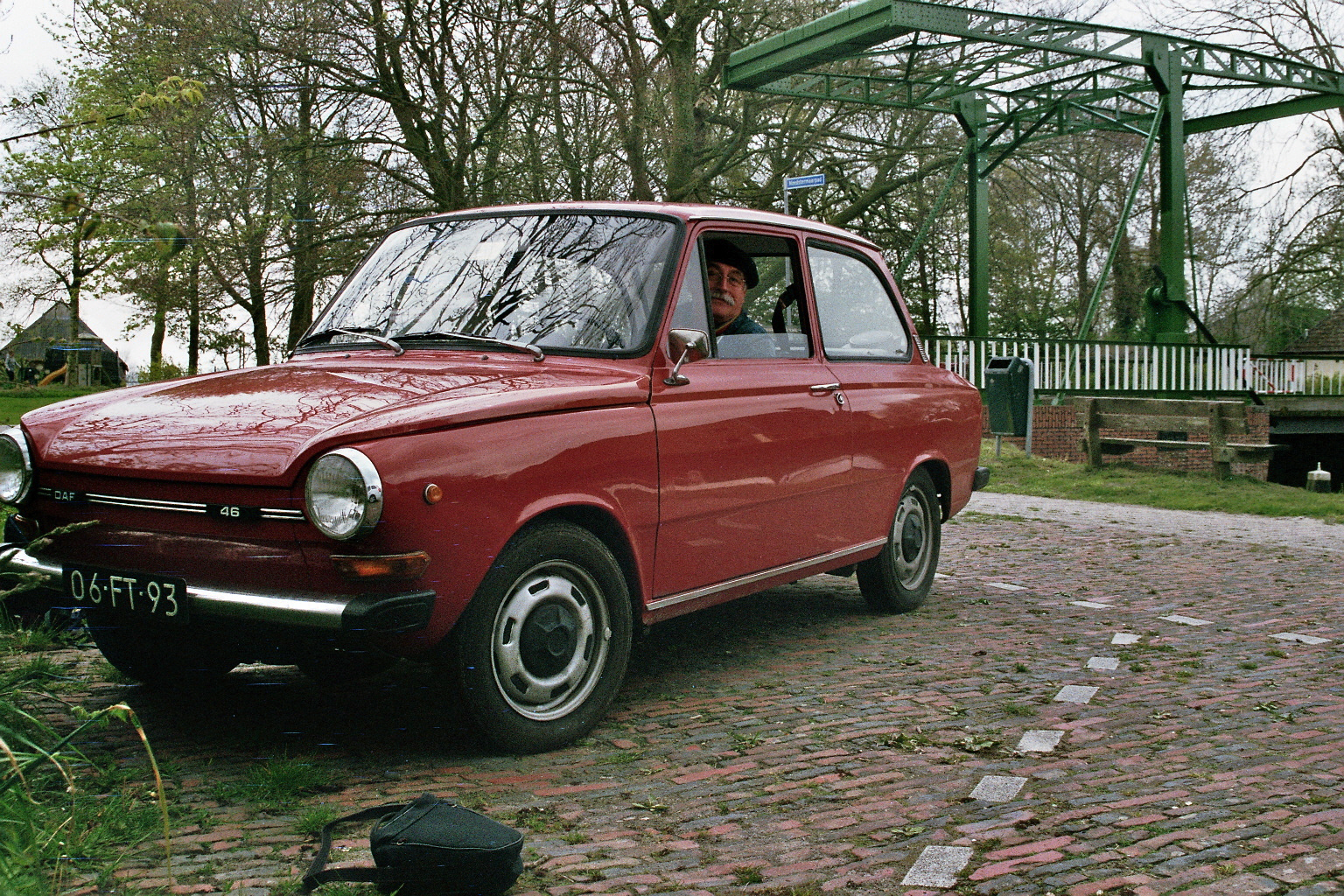
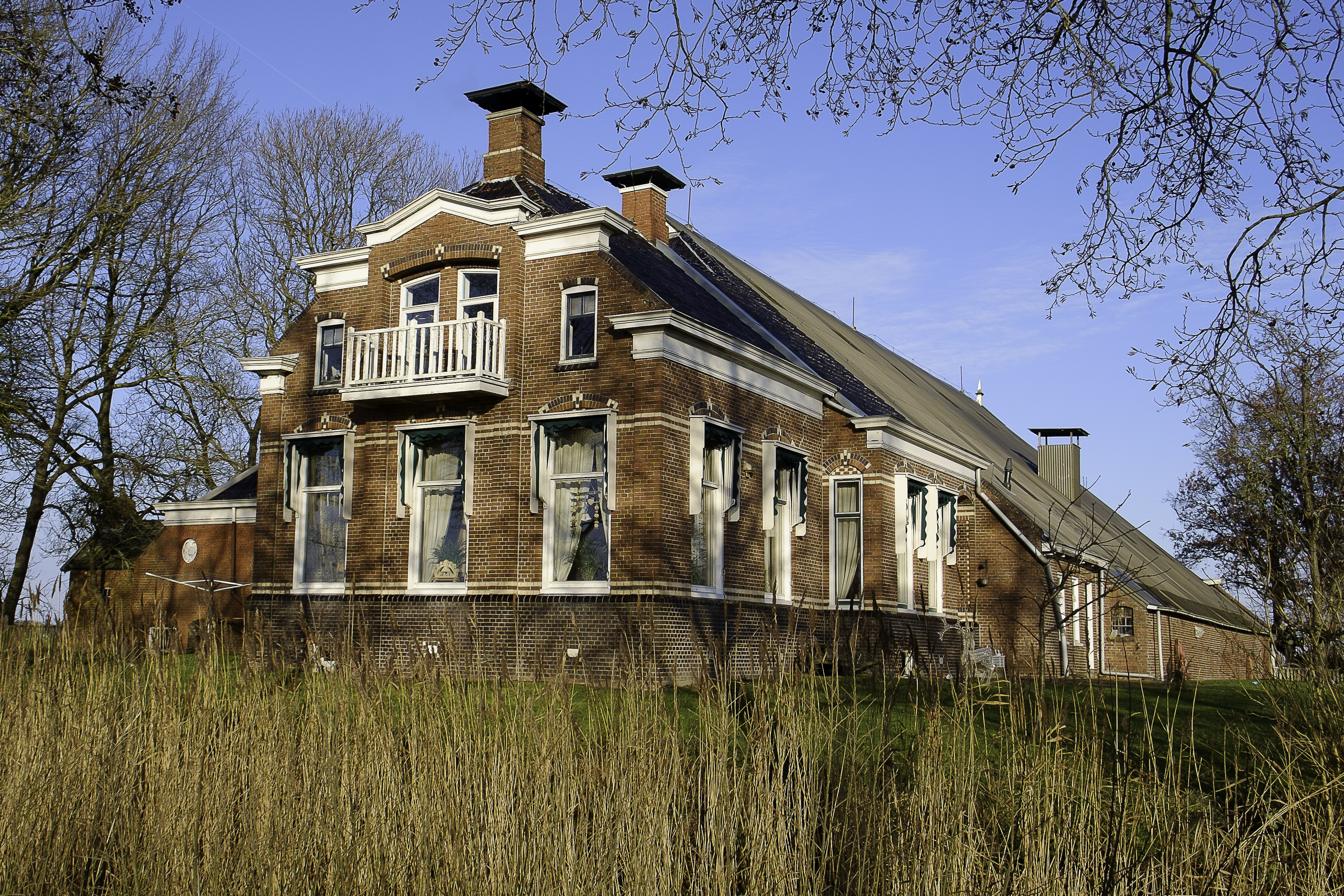